# Ходжабегов, Вано
Вано Ходжабегов (Ованес Георгиевич Ходжабекян, 1875, Тифлис — 1922, там же) — армянский график-примитивист из Тифлиса, современник Нико Пиросмани.

## Биография
Выходец из бедной семьи, Ходжабегов был женат и имел семь детей. Занятия искусством не приносили ему никакого дохода, поэтому он вынужден был заниматься неквалифицированным трудом (в частности, работал швейцаром), а творчеству уделять свободное время. Из-за бедности, Ходжабегов не мог позволить себе покупать холсты и краски, поэтому выбрал в качестве жанра рисунок, требовавший гораздо более дешевых карандашей и бумаги, и достиг в этом жанре больших успехов. Зарисовки уличной жизни Тифлиса, мастерски выполненные Ходжабеговым, ходили по рукам и были хорошо известны в городе.

## Интерес к творчеству
Ближе к середине двадцатого века, когда примитивизм стал восприниматься как важная часть грузинского искусства, возник устойчивый интерес к творчеству не только Пиросмани, но и Ходжабегова. Писательница Римма Канделаки создала сборник из двух повестей «Бродил художник по городу», в котором первая, одноименная, повесть была посвящена Пиросмани, тогда как вторая — «Швейцар из кафе „Унион“» — Ходжабегову. Первое издание вышло с предисловием известного советского литературного деятеля Константина Федина. За этим изданием последовали ещё два.
Кроме того, биография художника была экранизирована: в 1983 году на киностудии «Арменфильм» вышел полнометражный художественный фильм «Зажжённый фонарь», посвящённый Вано Ходжабегову (режиссёр Агаси Айвазян). Существует и короткометражный (десятиминутный) документальный фильм о Ходжабегове, снятый несколько ранее, в 1971 году. 
В 2015 году в Тбилисском музее Истории прошла выставка «Старый Тифлис — картины из жизни города. Маргиналия», посвящённая творчеству троих художников-примитивистов армянского происхождения, в том числе Ходжабегова.

## Галерея

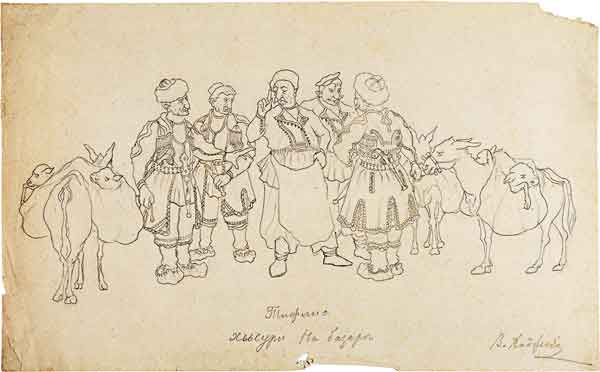
Тифлис. Хевсуры на базаре. Бумага, карандаш. 1917.
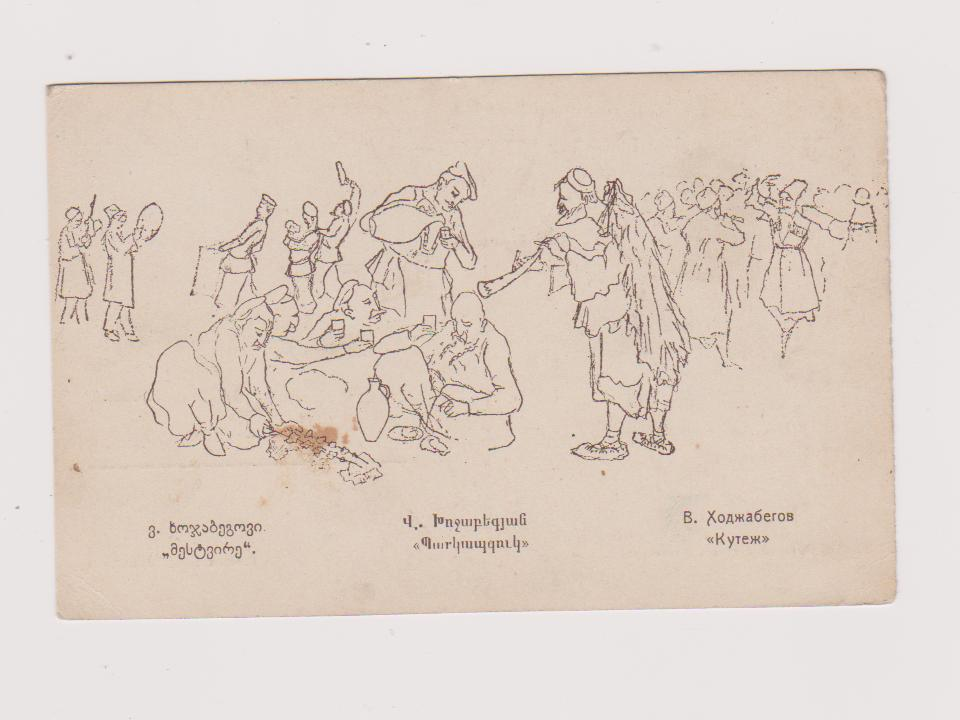
Кутёж.
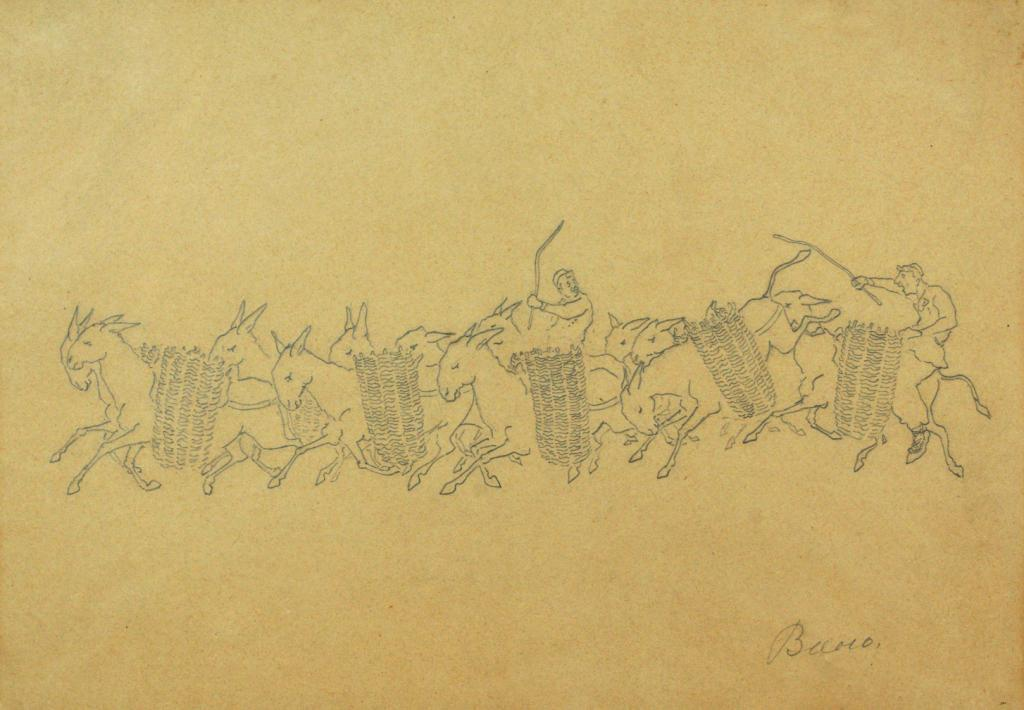
Погонщики ослов.
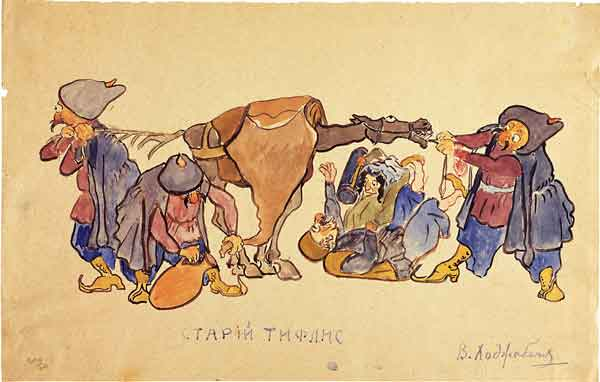
Старый Тифлис.
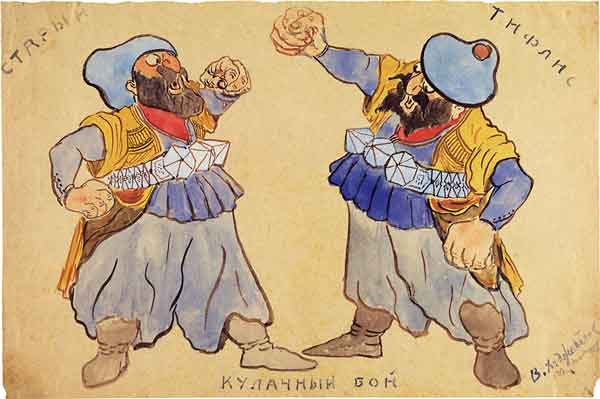
Кулачный бой.
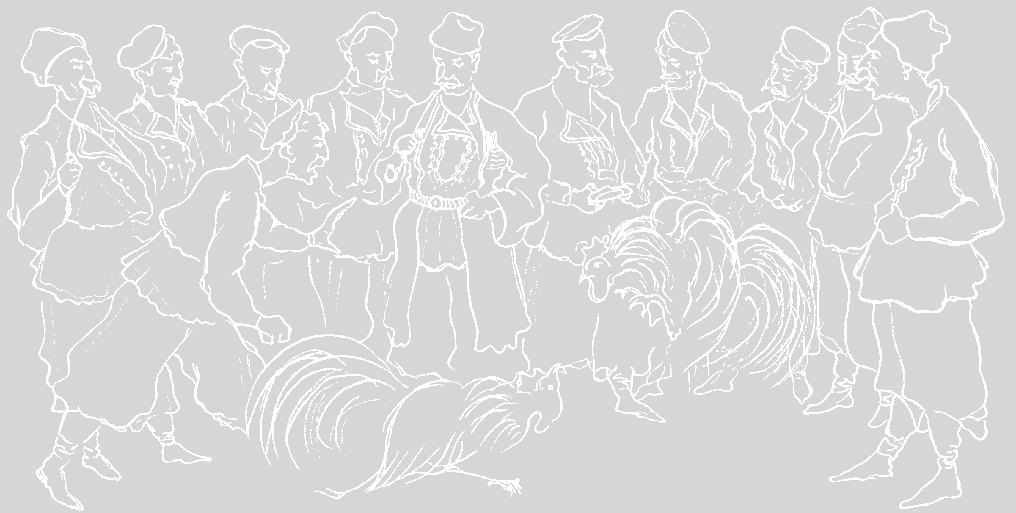
Петушиный бой.
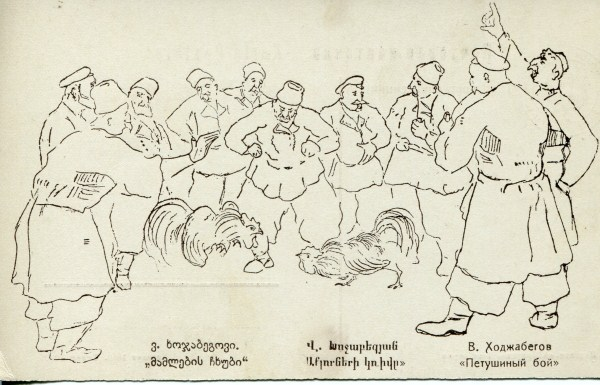
Петушиный бой 2.
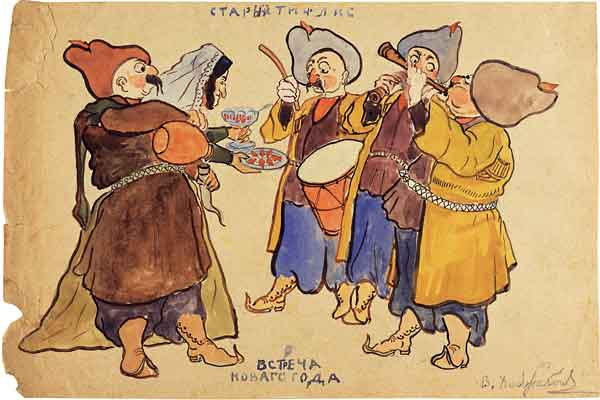
Встреча Нового года.
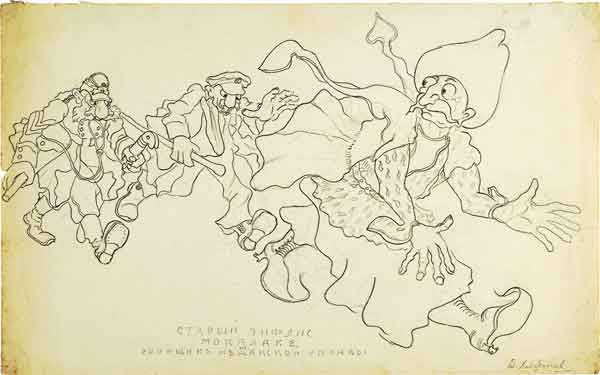
Мокалаке и сборщик мещанской управы.
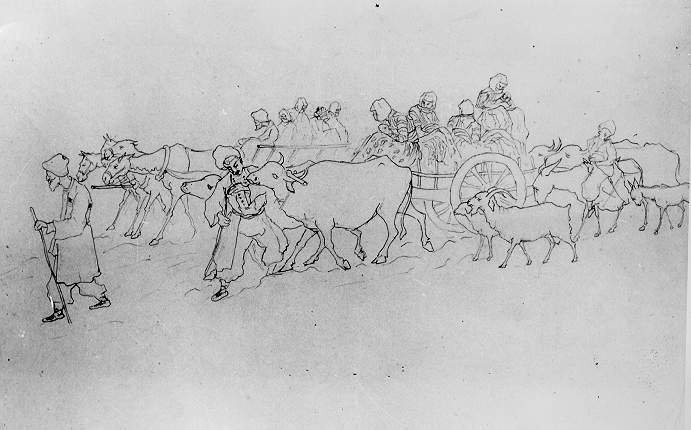
Рисунок.
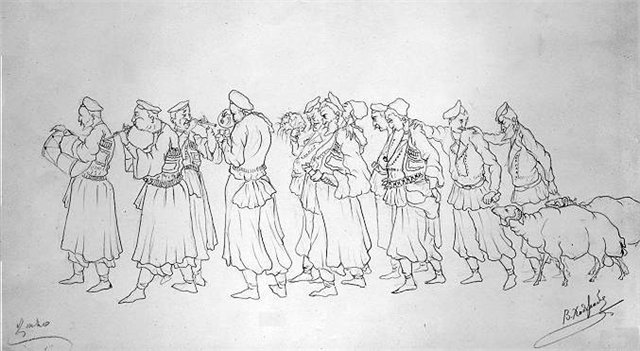
Рисунок.
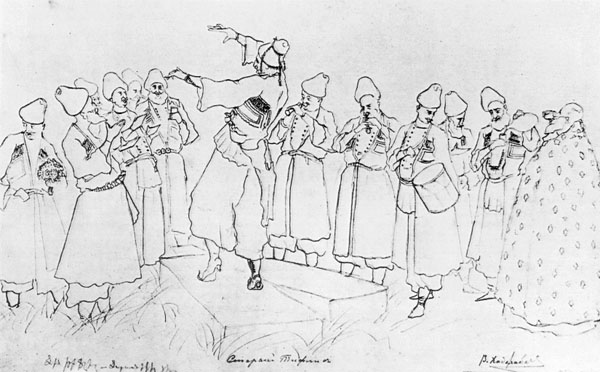
Рисунок.

## Дальнейшее чтение
- Журнал «Наше Наследие», № 106, 2013.  В.Енишерлов. Чистая душа и точная линия Вано Ходжабегова.
- Галина Старостина. Талант из народа – Вано Ходжабегов.
- Association Culturelle Arménienne de Marne-la-Vallée (France). Khodjabekian, Vano (1875-1922). На французском языке.

## Фильмы о художнике
- «Вано Ходжабекян». Документальный фильм. 1971г., ЕСХДФ, 10мин. (277м), ч/б. Авт.сцен. Э.Мелик-Карамян, реж. Дж.Жамгарян, опер. Г.Арамян.
- «Зажжённый фонарь». Режиссер: Агаси Айвазян. Арменфильм, 1983, 88 минут.